# 胡孟
胡孟，中华人民共和国政治人物、全国脱贫攻坚先进个人。

## 生平
胡孟任水利部农村水利水电司农村供水处处长。因在脱贫攻坚战中作出突出贡献，2021年2月25日全国脱贫攻坚总结表彰大会上，胡孟被授予“全国脱贫攻坚先进个人”。